# Вемблі (стадіон, 1923)
Стадіон «Ве́мблі» (англ. Wembley Stadium), також знаний як Empire Stadium або Старий «Вемблі» — футбольний стадіон у Лондоні, який відкрили 1923 року і який проіснував рівно 80 років. 2000 року «Вемблі» закрили і демонтували, а на його місці звели новий стадіон місткістю 90 000 глядачів. «Новий Вемблі» відкрили 2007 року.

## Історична довідка

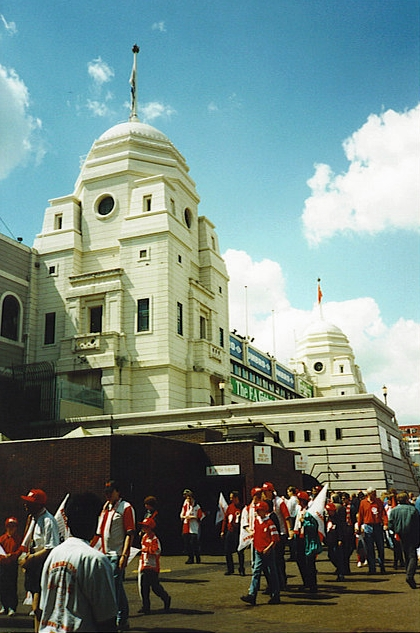
Легендарні «вежі-близнюки» старого «Вемблі»

Стадіон було урочисто відкрито Королем Великої Британії Георгом V 28 квітня 1923 року. На початку він називався «Виставковий стадіон Британської імперії» (British Empire Exhibition Stadium) або просто «Емпайр стедіум» (Empire Stadium). Його побудувала компанія «Sir Robert McAlpine» до виставки Британської імперії 1924 року. Стадіон було споруджено з бетону за 12 місяців; на будові працювало близько 3000 осіб.
Затрати на будівництво стадіону становили £750 000. Стадіон було споруджено на місці, де раніше стояла вежа-фоллі під назвою «Воткінс Тауер». Архітекторами проєкту були Джон Вільям Сімпсон і Максвелл Ейртон, а головним інженером — Оуен Вільямс. Спочатку передбачалося, що після завершення виставки стадіон буде зруйнований, але потім його вирішено було зберегти. На цьому місці (Вемблі Парк) традиційно проводилися футбольні та крикетні матчі починаючи з 1880-х років.
Після закінчення виставки підприємець Артур Елвін почав скуповувати покинуті павільйони один за одним, розбираючи їх і продаючи в утиль. Сам стадіон було визнано «фінансово неспроможним». Елвін запропонував викупити стадіон за £127 000, з початковим внеском у £12 000.
Після смерті попереднього власника стадіону, Елвін викупив «Вемблі» у нових власників («Wembley Company») за номінальною вартістю, а потім знову продав, отримавши великий дохід. Замість грошей він отримав частку у володінні стадіоном та став його директором.
У 1963 році на стадіоні було встановлено електронне табло, а також по усьому периметру споруджено дах з алюмінію і світлопрозорого скла.

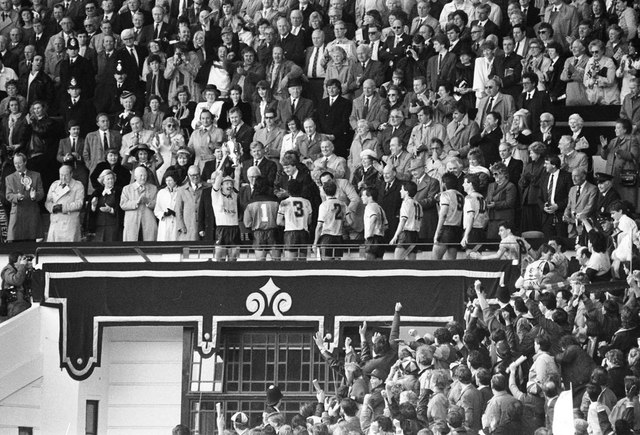
Королівська ложа у 1986 році

Вирізняльною ознакою стадіону були його білі «вежі-близнюки», завдяки яким стадіон отримав своє прізвисько (Twin Towers). Також стадіон був відомий сходами з 39 сходинок, якими футболісти піднімались у королівську ложу (Royal box) для отримання медалей. «Вемблі» був знаний також як «Hallowed Turf» (укр. священний газон), після чого багато стадіонів світу запозичили собі цю назву. Пам'ятна колекція з оригінального стадіону «Вемблі» зберігається у Національному футбольному музеї у Престоні.
У жовтні 2000 року стадіон було закрито, а у 2003 році повністю демонтовано, після чого на його місці розпочалось будівництво нового «Вемблі».

## Футбольні матчі

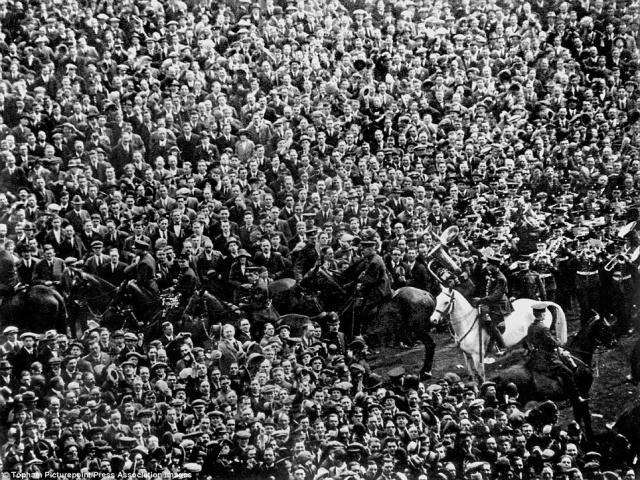
Білий кінь Біллі, герой фіналу Кубка Англії 1923 року

Першим футбольним матчем, який пройшов на стадіоні у день його відкриття, став фінал Кубка Англії, який подивилися більше 200 000 глядачів при проєктній місткості 125 000 місць. «Емпайр Стедіум» було названо «найбільшою спортивною ареною у світі» і широко розрекламовано напередодні фінального матчу Кубка Англії між клубами «Болтон Вондерерз» та «Вест Гем Юнайтед». Футбольна асоціація недооцінила кількість глядачів, які виявили бажання потрапити на матч, дозволивши продавати квитки на матч прямо біля входу.

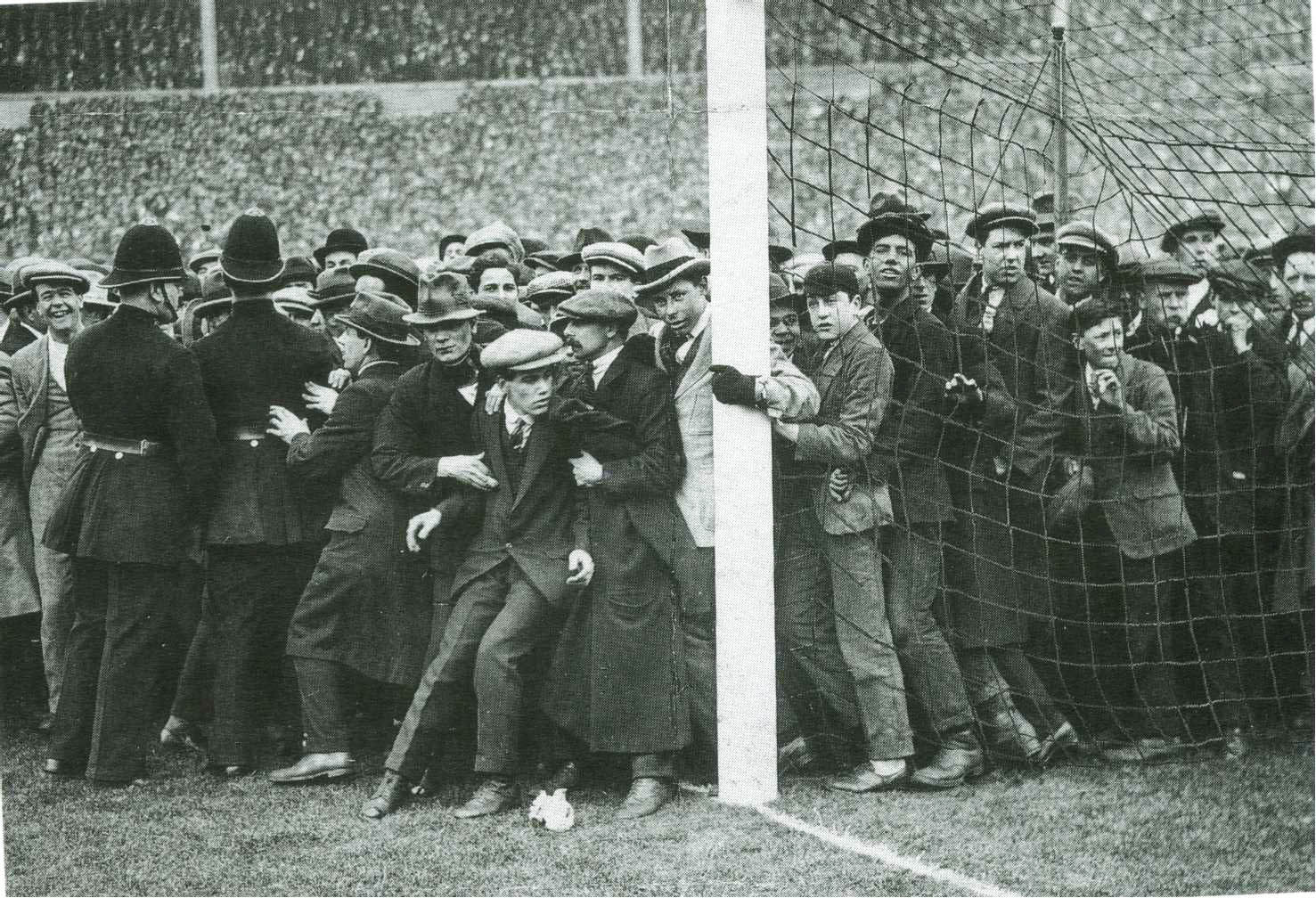
Натовп глядачів на футбольному полі 28 квітня 1923 року

Перший фінал на «Вемблі» викликав неймовірний ажіотаж, і натовп глядачів ринув на стадіон, значно перевищивши його проєктну місткість. Маса людей заповнила трибуни, після чого люди почали товпитися у просторі перед футбольним полем й на самому ігровому майданчику. На стадіон було уведено кінну поліцію (один з поліціянтів був верхи на коні світлого забарвлення, ставши одним з найяскравіших символів дня) з метою розчищення футбольного поля від натовпу, що насідав. Матч було відкладено на 45 хвилин, бо багато людей стояли на футбольному полі. «Фінал білого коня» став наймасовішим (за відвідуваністю) спортивним заходом у світі, і у найближчому майбутньому малоймовірно, що цей рекорд буде побитий. Завдяки зусиллям кінної поліції футбольне поле було очищено від глядачів і матч відбувся. Новий пішохідний міст, що вів від залізничної станції до нового «Вемблі», назвали «мостом білого коня» (англ. White Horse Bridge)
На «Вемблі» проходили матчі літніх Олімпійських ігор 1948 року, свої домашні матчі проводила збірна Англії на чемпіонаті світу 1966 року (включаючи фінал проти збірної Західної Німеччини) і на чемпіонаті Європи 1996 року.
Лондонський стадіон «Вемблі» приймав п'ять фіналів Кубка європейських чемпіонів. Двічі у цих фіналах брали участь англійські клуби, і обидва рази вони святкували перемогу: у 1968 році «Манчестер Юнайтед» переміг «Бенфіку» з рахунком 4:1, а в 1978 році «Ліверпуль» переміг «Брюгге» з рахунком 1:0. 1963 року «Мілан» виграв у «Бенфіки» з рахунком 2:1, а в 1971 році «Аякс» обіграв «Панатінаїкос» з рахунком 2:0. 1992 року «Барселона» виграла у «Сампдорії» з рахунком 1:0.

## Інші види спорту

### Літні Олімпійські ігри 1948
«Вемблі» був головною ареною для легкоатлеіов на Літніх Олімпійських іграх 1948 року. Серед відомих спортсменів, що вибороли медалі на «Вемблі», були Фанні Бланкерс-Кун і Еміль Затопек. На стадіоні також відбулись півфінальні і фінальні матчі Олімпіади з хокею на траві і з футболу.

### Спідвей
З 1936 до 1960 року на «Вемблі» проводились усі 15 фіналів чемпіонату світу зі спидвею. Після цього стадіон прийняв ще сім фіналів, останній з яких відбувся у 1981 році. Також «Вемблі» був домашнім стадіоном для мотоциклетної команди зі спідвею «Вемблі Лайонс», засновником якої був Артур Елвін.

### Регбіліг

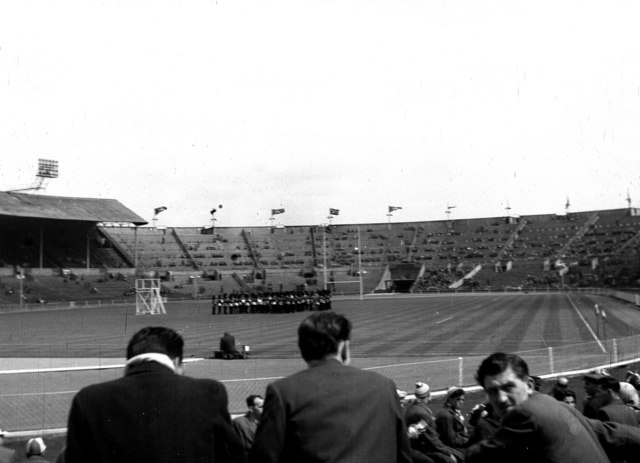
Оркестр розважає публіку перед фінальним матчем Кубка регбійної ліги 1956 року

Футбольна ліга регбі регулярно проводила змагання по регбіліг на «Вемблі» з 1929 року. Найбільша відвідуваність матчу регбіліг було зафіксовано у 1985 року, коли 99 801 осіб спостерігали за тим, як «Wigan Warriors» обіграв «Hull F.C.» з рахунком 28:24. На стадіоні також проводились міжнародні матчі, включаючи матч збірної команди Великої Британії проти команди Австралії у 1992 році, на якому був присутній 73 631 глядач.

### Регбі-юніон
Стадіон не був традиційним місцем проведення матчів регбі-юніон, однак 17 жовтня 1992 року команда Англії зіграла на «Вемблі» проти команди Канадо, оскільки головний стадіон регбійної збірної англійців у Твікенемі було закрито на реконструкцію. Збірна Уельсу з регбі проводила матчі «Турніру п'яти націй» і осінні товариські зустрічі на «Вемблі» у період реконструкції «Кардіфф Армс Парк». Всього «Вемблі» прийняв сім міжнародних матчів регбі-юніон.

### Собачі перегони
На «Вемблі» також регулярно проводились собачі перегони. Це був перший вид спорту, який Артур Елвін організував на стадіоні. 1927 року 50 000 глядачів спостерігало за перегонами, у яких переміг ґрейгаунд по кличці «Спін» (Spin). Саме собачі перегони забезпечували більшу частину доходу для стадіону у 1930-і, 1940-ві і 1950-ті роки, завжди залучаючи тисячі глядачів. Це тривало до початку 1960-х.
У 1966 році власник стадіону «Вемблі» відмовився скасувати регулярні собачі перегони перед матчем чемпіонату світу 1966 року, через що матч між національними збірними Уругваю і Франції відбувся не на «Вемблі», як було заплановано, а на «Вайт Сіті».

### Американський футбол
В 1980-ті та 1990-ті роки Національна футбольна ліга проводила низку передсезонних матчів з американського футболу на стадіоні «Вемблі». «Міннесота Вайкінгс» та «Сент-Луїс Кардиналз» провели перший матч на «Вемблі» 6 серпня 1983 року. «Лондон Монаркс» виступав на «Вемблі» у 1991 і 1992 роках.

### Гельський футбол
З 1958 по середину 1970-х років на «Вемблі» проводились турніри з герлінгу і гельського футболу.

### Інші спортивні події
На «Вемблі» проводились матчі збірної Англії з хокею з м'ячем серед жінок: з 1951 до 1969 і з 1971 до 1991 року.
31 травня 1975 року на «Вемблі» Івел Кнівел перескочив на мотоциклі через 13 одноповерхових автобусів, але невдало приземлився і зазнав травм. За цим трюком спостерігали 90 000 глядачів.
У 1992-му Всесвітня федерація реслінгу продала 80 355 квитків на турнір «SummerSlam», що проводився на «Вемблі». У головному поєдинку британський реслер Дейві Бой Сміт переміг Брета Гарта.

## Концерти
Стадіон «Вемблі» використовувався як концертний майданчик із серпня 1972 року, коли на ньому відбувся концерт зірок рок-н-ролу під назвою «London Rock and Roll Show». 13 липня 1985 року на ньому відбувся концерт «Live Aid», у якому взяли участь «Status Quo», Девід Бові, «Queen», Пол Маккартні, «The Who», «Dire Straits» і «U2». 20 квітня 1992 року на стадіоні відбувся «The Freddie Mercury Tribute Concert», присвячений пам'яті Фредді Мерк'юрі.
Музиканти та музичні гурти, що виступали на старому «Вемблі»:
- «The Beatles» (тричі)
- Майкл Джексон (15 разів, на концерти продано в сумі 500 тисяч квитків)
- Тіна Тернер (7 разів)
- «The Animals» (двічі)
- «Fleetwood Mac»
- Джонні Кеш (1979, 1981 і 1986)
- «AC/DC» (2 концерти у 1979 і у 1986 році)
- «The Who» (18 серпня 1979 року: 80 000 глядачів)
- «Queen» (2 концерти у рамках «The Magic Tour» 1986 року; запис концерту 12 липня видано на аудіо, VHS та DVD носіях)
- «Genesis» (1986)
- «Pink Floyd» (2 концерти у серпні 1988 року)
- «The Cure»
- «Guns N' Roses» (у 1991 року Іззі Стредлін востаннє виступив на «Вемблі», після чого покинув гурт)
- «INXS» (1991, концерт було записано і видано у відеоформаті «Live Baby Live[en]»)
- «Oasis» (двічі, також записали на стадіоні альбом «Familiar to Millions»)
- «Spice Girls» (2 двічі)

Під час світового турне Майкла Джексона «Bad World Tour» у 1988 році на «Вемблі» пройшли 7 концертів артиста. На кожному концерті були 72 000 глядачів. Згідно з книгою рекордів Гіннеса, Джексон встановив новий світовий рекорд, бо його концерти на «Вемблі» відвідали 504 000 осіб. 1992 року у рамках турне «Dangerous World Tour» Джексон дав ще 6 концертів, а у 1997 році ще 3 концерти. Сумарна кількість проданих квитків його концерти на стадіоні «Вемблі» становить понад 1,1 млн. Цей рекорд не був побитий до закриття «Вемблі».
Bon Jovi став останнім музикантом, що виступив на старому «Вемблі» перед його закриттям.

## Галерея

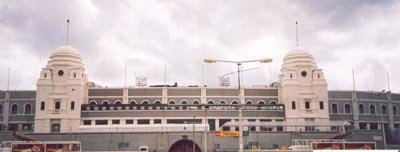
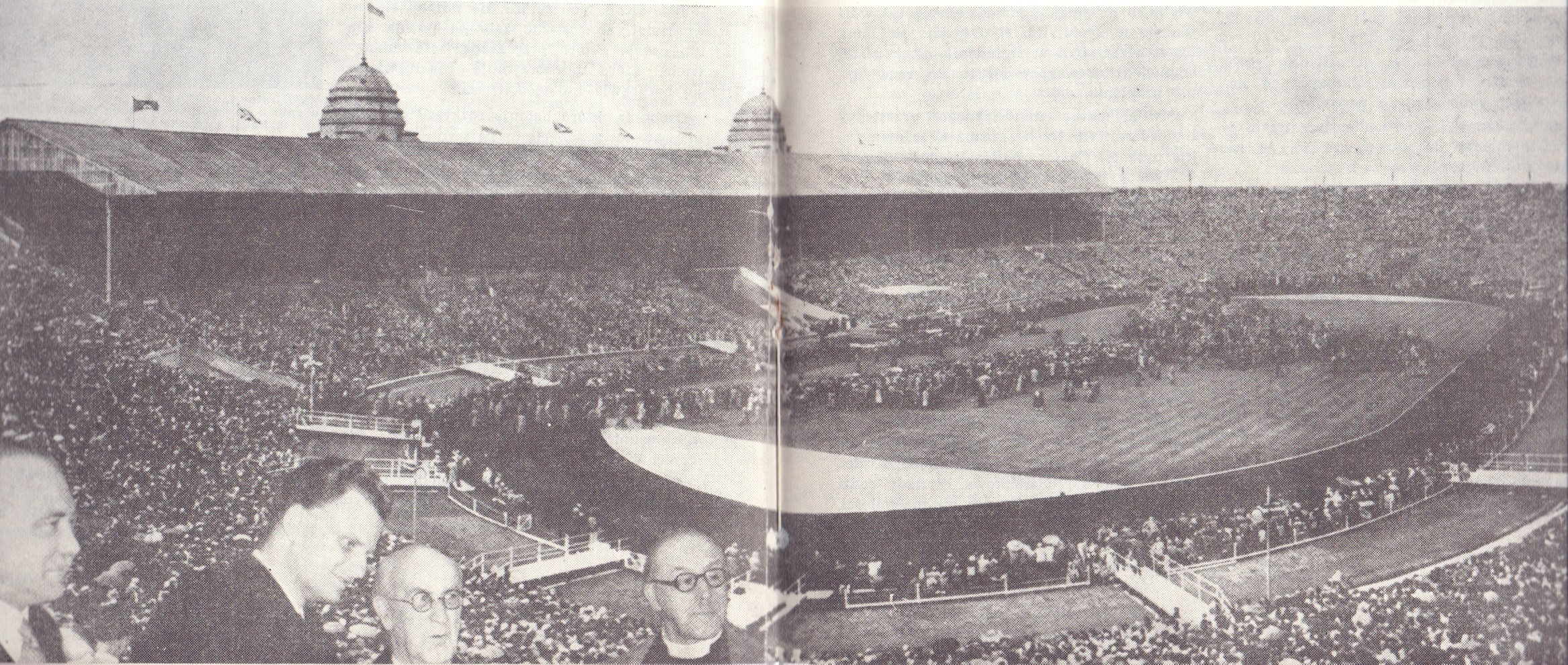
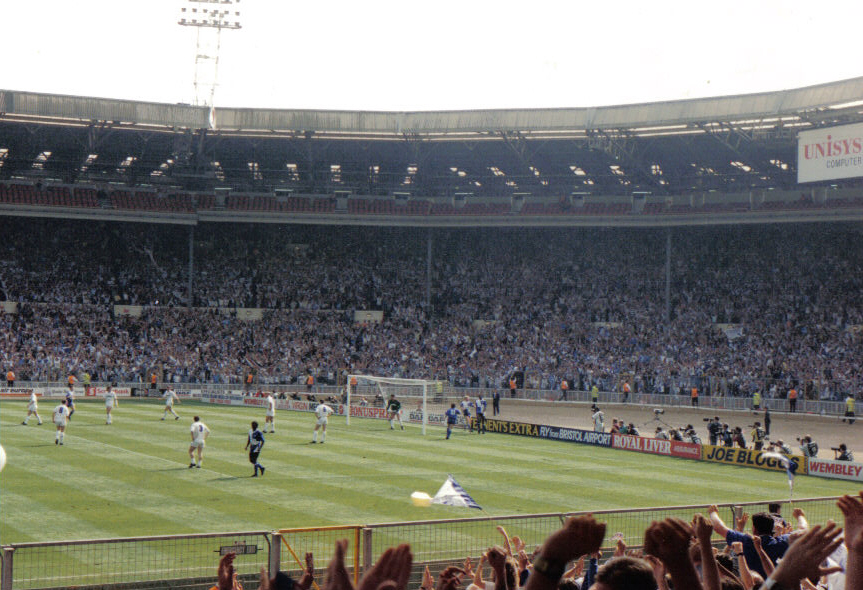
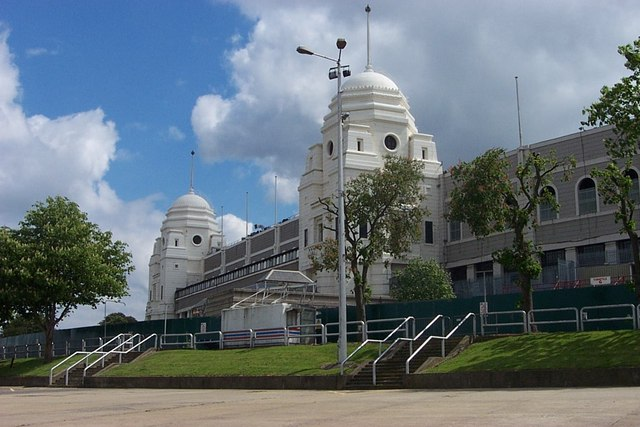